# Cantone di Souillac
Il Cantone di Souillac è una divisione amministrativa dell'arrondissement di Gourdon.
A seguito della riforma approvata con decreto del 13 febbraio 2014, che ha avuto attuazione dopo le elezioni dipartimentali del 2015, è passato da 9 a 18 comuni.

## Composizione
I 9 comuni facenti parte prima della riforma del 2014 erano:
- Gignac
- Lacave
- Lachapelle-Auzac
- Lanzac
- Mayrac
- Meyronne
- Pinsac
- Saint-Sozy
- Souillac

Dal 2015 i comuni appartenenti al cantone sono i seguenti 18:
- Calès
- Fajoles
- Gignac
- Lacave
- Lachapelle-Auzac
- Lamothe-Fénelon
- Lanzac
- Le Roc
- Loupiac
- Masclat
- Mayrac
- Meyronne
- Nadaillac-de-Rouge
- Payrac
- Pinsac
- Reilhaguet
- Saint-Sozy
- Souillac